# EBay
eBay Inc. – przedsiębiorstwo prowadzące serwis aukcji internetowych. eBay został założony 3 września 1995 roku, przez Pierre’a Omidyara, obecnie działa w 37 krajach.
W skład koncernu wchodzi m.in. PayPal.
Wcześniej w skład wchodził także Skype, który został kupiony 10 maja 2011 r. przez Microsoft.

## Historia
Pierre Omidyar założył AuctionWeb 3 września 1995 roku w Kalifornii jako część większej strony osobistej . Jednym z pierwszych przedmiotów sprzedanych na AuctionWeb był uszkodzony wskaźnik laserowy za 14,83 dolara. Omidyar skontaktował się ze zwycięskim oferentem, aby zapytać, czy rozumie, że wskaźnik laserowy jest uszkodzony. Kupujący wyjaśnił: „Jestem kolekcjonerem uszkodzonych wskaźników laserowych”. Wkrótce AuctionWeb stał się pierwszym internetowym serwisem aukcyjnym umożliwiającym transakcje między osobami, a jego popularność wzrosła .
Na początku 1996 Jeffrey Skoll został zatrudniony jako pierwszy nowy prezes firmy. W listopadzie 1996 platforma e-commerce zawarła swoją pierwszą umowę licencyjną z firmą Electronic Travel Auction, aby wykorzystać technologię SmartMarket do sprzedaży biletów lotniczych i innych produktów turystycznych. Liczba aukcji wzrosła z 250 tys. w całym 1996, do 200 tys. w styczniu 1997 .
We wrześniu 1997 serwis zmienił nazwę z AuctionWeb na eBay, od Echo Bay Technology Group. Domena echobay.com była już zajęta przez firmę wydobywającą złoto, więc Omidyar skrócił nazwę do ebay.com.
Meg Whitman została zatrudniona przez zarząd jako prezes i dyrektor generalny eBay w marcu 1998 roku. W tym czasie firma zatrudniała 30 pracowników, miała pół miliona użytkowników i generowała przychody 4,7 mln dolarów. 21 września 1998 eBay wszedł na giełdę.
W 2000 roku serwis eBay miał 12 milionów zarejestrowanych użytkowników sprzedających 4,5 miliona produktów dziennie. W 2001 roku eBay miał największą bazę użytkowników spośród wszystkich platform e-commerce .
W lutym 2002 eBay kupił iBazar, europejską platformę e-commerce, a 3 października PayPal.
Na początku 2008 roku firma rozszerzyła działalność na całym świecie, licząc setki milionów zarejestrowanych użytkowników, a także 15 000 pracowników i przychody w wysokości prawie 7,7 miliarda dolarów. Po prawie dziesięciu latach w serwisie eBay, Whitman postanowiła wejść do polityki. 23 stycznia 2008 roku firma ogłosiła, że Whitman ustąpi 31 marca 2008 roku, a jej miejsce zajmie John Donahoe.
Pod koniec 2009 roku eBay zakończył sprzedaż Skype'a za 2,75 miliarda dolarów, ale nadal posiadał 30% udziałów w firmie.
31 stycznia 2018 r. serwis eBay ogłosił, że zastąpi PayPal jako głównego dostawcę płatności holenderskim start-upem Adyen. Przejście miało zostać zakończone do 2021 roku, ale PayPal pozostanie akceptowalną opcją płatności na stronie do odwołania.

## Ebay na polskim rynku
W 2005 roku przedsiębiorstwo rozpoczęło działalność w Polsce. Serwis pojawił się w czwartek, 21 kwietnia w godzinach wieczornych, w przeddzień konferencji prasowej, oficjalnie potwierdzającej wejście giganta do Polski.

### Popularność
Początkowo serwis nie pobierał opłat ani prowizji za świadczone usługi. Dzięki temu szybko stał się drugim portalem aukcyjnym w Polsce. Po wprowadzeniu opłat (od 1 lutego 2008) popularność serwisu gwałtownie spadła (wycofano 80% aukcji). Obecnie eBay.pl zajmuje trzecie miejsce wśród serwisów aukcyjnych w Polsce, z 1,34% udziału w ogólnej liczbie aukcji. 23 maja 2011 roku eBay.pl ogłosił obniżenie opłat. 8 czerwca 2011 opłaty za wystawianie aukcji zostały zniesione, zaś prowizja od sprzedaży nieznacznie wzrosła.